# AAV-P7
AAV-P7 (англ. Assault Amphibious Vehicle) (укр. Атакуюча плавуча машина) — плавучий бронетранспортер Корпусу морської піхоти США. На відміну від інших десантних плавучих панцирних транспортерів може застосовуватись у бойових діях на суші. Раніше позначався LVTP-7 (Landing Vehicle, Tracked, Personnel-7) (укр. Десантна машина, гусенична, екіпаж -7). Використовується для десантування штурмових батальйонів з універсальних десантних кораблів класу Tarawa, Wasp, San-Antonio і їхньої бойової підтримки. Здатен перевозити до 25 морських піхотинців з озброєнням. Їх повинні були замінити транспортери нового покоління EFV.

## Історія

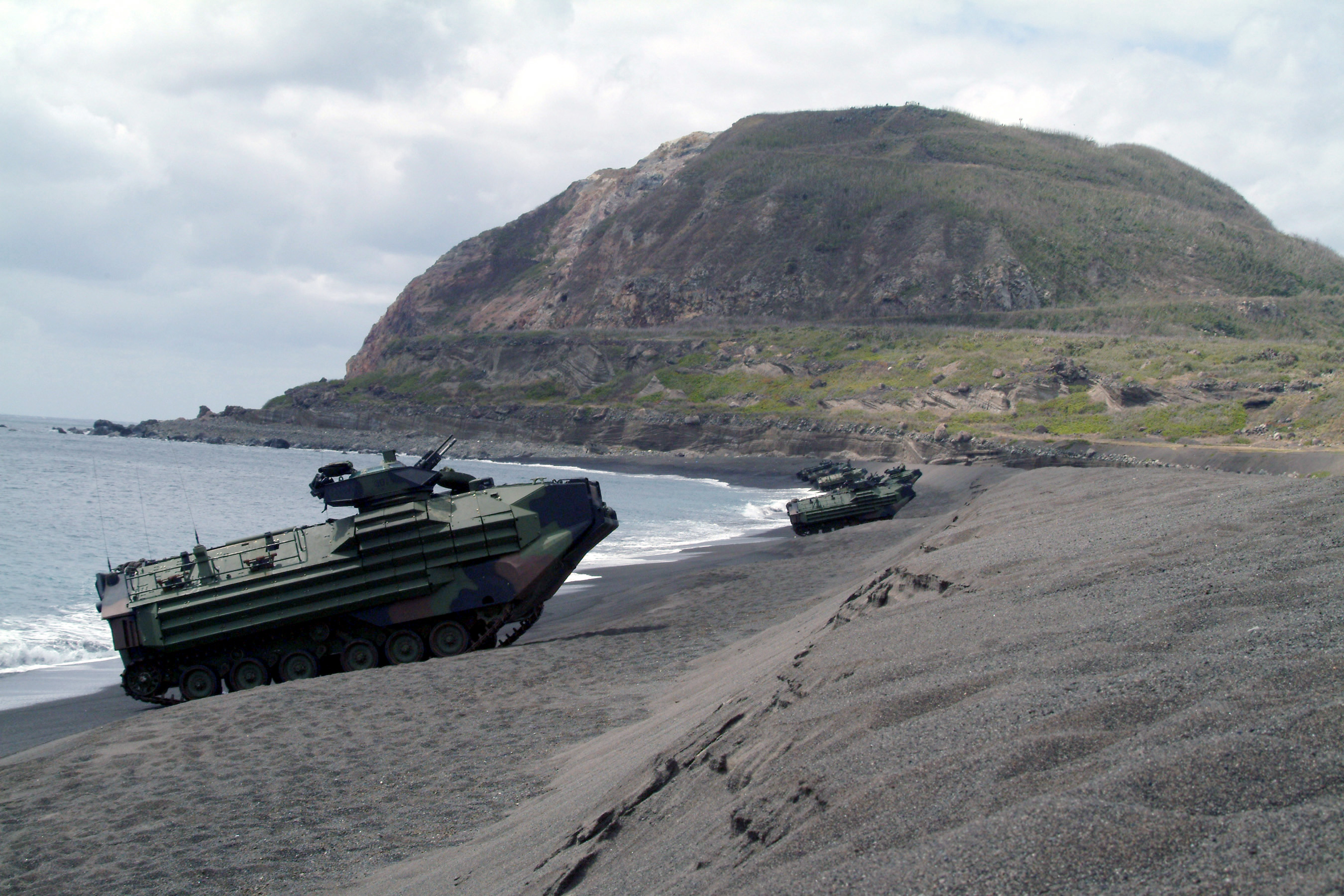
Десантування AAV-P7 на берег

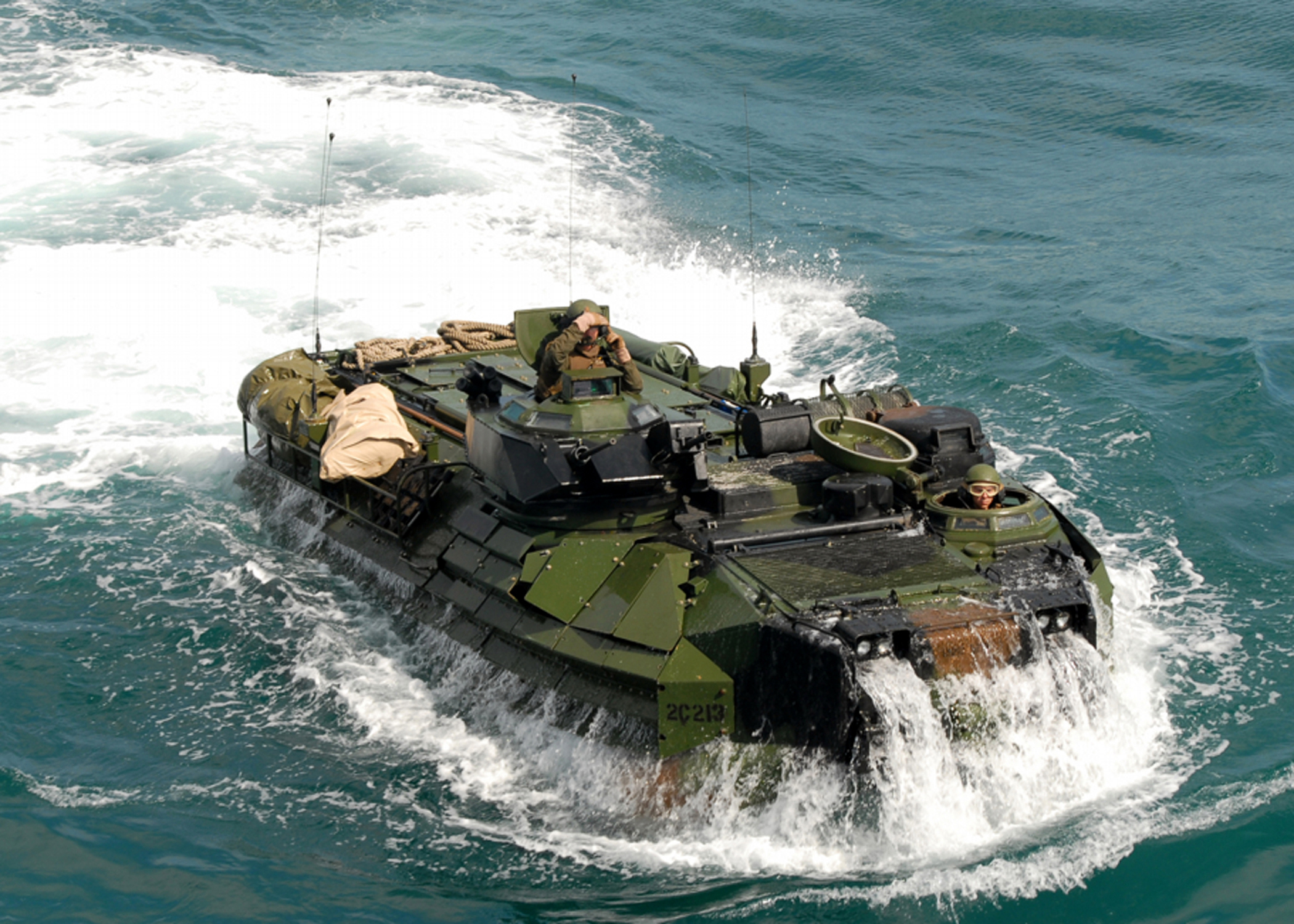
Пересування AAV-P7 по воді

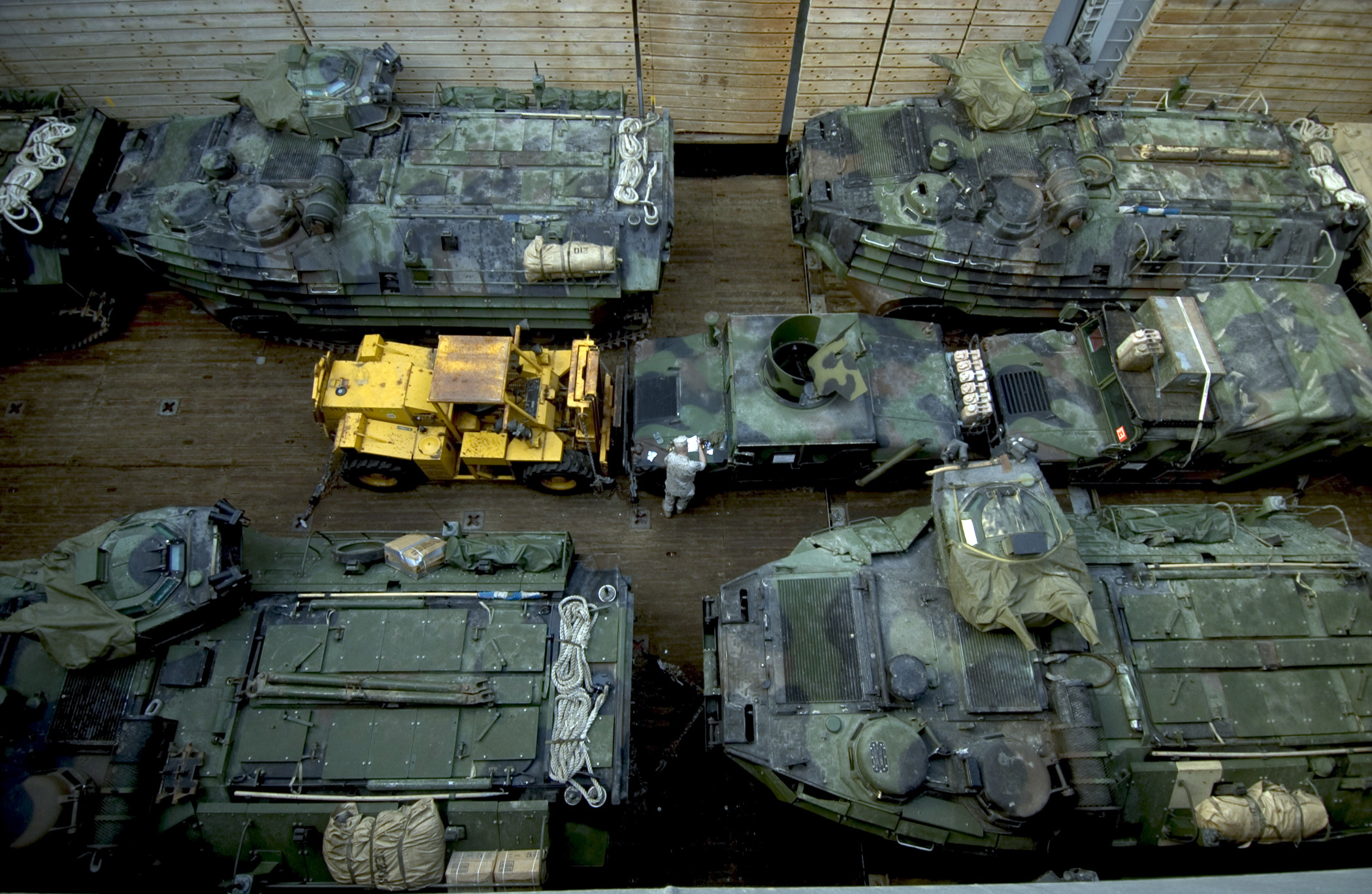
AAV-P7 на десантній палубі десантного транспорту-доку «Рашмор»

У березні 1964 Корпус морської піхоти США виробив вимоги для нового плавучого транспортера на заміну LVT-5. Контракт на виробництво у червні 1970 на 942 машин (78,5 млн. Долар США) отримала корпорація FMC (сьогодні United Defense, яка у вересні 1967 надала 15 прототипів LVPTX12 (Landing Vehicle Personnel Tracked Experimental, Model 12) на тестування морській піхоті. У серпні 1971 перші LVTP-7 передали Корпусу морської піхоти (1974 останні), де у березні 1972 з ними сформували перші підрозділи.
У ході першої програми по підвищенні захисту машин (1977) LVTP-7 було модернізовано і вони отримали позначення AAV7-A1 (1980/85). Нові серії AAV7-A1 виготовили 1980 і 1984 роках (понад 330).
Крім водія, командира, стрільця у задній частині AAV7-A1 на трьох лавах розміщується 25 морських піхотинців у повному озброєнні.
Справа у передній частині машини AAV7 розміщено моторний відсік з 8-циліндровим дизелем з турбонаддувом Detroit Diesel потужністю 400 к.с. У AAV7 А1 встановлено мотор Cummins Engine. Для руху на воді використовують два водометИ.
AAV-P7 призначені для транспортування морської піхоти з десантних кораблів на берег для захоплення плацдарму. Оскільки під час десантування передбачається вогнева підтримка з літаків, кораблів, озброєння самих AAV-P7 може використовуватись проти невеликих цілей — піхоти і легко захищених машин.

## Модифікації
- LVTP-7: базова модифікація. 1972
- LVTP-7A1: модифікація з системою інтерком AN/VIC-2. 1982
- AAVP-7A1: нове позначення моделі LVTP-7A1
- AAVC-7A1: командирська машина для 2 офіцерів і 5 операторів з розвинутими системами зв'язку
- AAVR-7A1: інженерна машина з стрілою крана на кулеметній вежі. У середині розміщені запчастини, інструменти і 3 механіки